# アイアン・デューク級戦艦
| アイアン・デューク級戦艦       | アイアン・デューク級戦艦 |
| ------------------------------ | --- |
| 竣工時の「アイアン・デューク」 | |
| 艦級概観                       | |
| 艦種                           | 戦艦 |
| 艦名                           | 人物名 |
| 前級                           | キング・ジョージ5世級戦艦 (初代) |
| 次級                           | クイーン・エリザベス級戦艦 |
| 性能諸元                       | |
| 排水量                         | 常備：25,000トン 満載：29,500トン |
| 全長                           | 189.8 m（622 ft 9 in） |
| 全幅                           | 27.4 m（90 ft） |
| 吃水                           | 9.0 m（32 ft 9 in） |
| 機関                           | アイアン・デューク、ベンボー：バブコックス&ウィルコックス式石炭・重油混焼水管缶18基 マールバラ、エンペラー・オブ・インディア：ヤーロー式石炭・重油混焼水管缶18基+パーソンズ式直結タービン（低速・高速）2組4軸推進                                                      |
| 最大出力                       | 29,000hp |
| 最大速力                       | 21.25ノット |
| 航続距離                       | 10ノット/7,780海里 |
| 燃料                           | 石炭：3,250トン 重油：1,050トン |
| 乗員                           | 995～1,022名 |
| 兵装                           | 34.3cm（45口径）連装砲5基 15.2cm（45口径）単装速射砲12基 7.6cm（45口径）単装高角砲2基 4.7cm（43口径）単装機砲4基 53.3cm水中魚雷発射管単装4基 |
| 装甲                           | 舷側：102～305mm（主装甲部） 甲板：64mm（主甲板）、25mm（艦首尾部） 砲塔：279mm（前盾）、203mm（側盾・後盾）102mm（天蓋傾斜部）、76mm（天蓋平坦部） バーベット：254mm（甲板上部）、178mm（甲板中部）、76mm（甲板下部） 司令塔：305mm（前盾・側盾・後盾）、76mm（天蓋） |

アイアン・デューク級戦艦（Iron Duke-class battleships）は、イギリス海軍の超弩級戦艦で13.5インチ砲を主砲とする最後のクラスで1912年10月から1913年11月まで4隻が就役した。1番艦の「アイアン・デューク」とはワーテルローの戦いでナポレオンを打ち破った初代ウェリントン公爵アーサー・ウェルズリーのことである。

## 概要

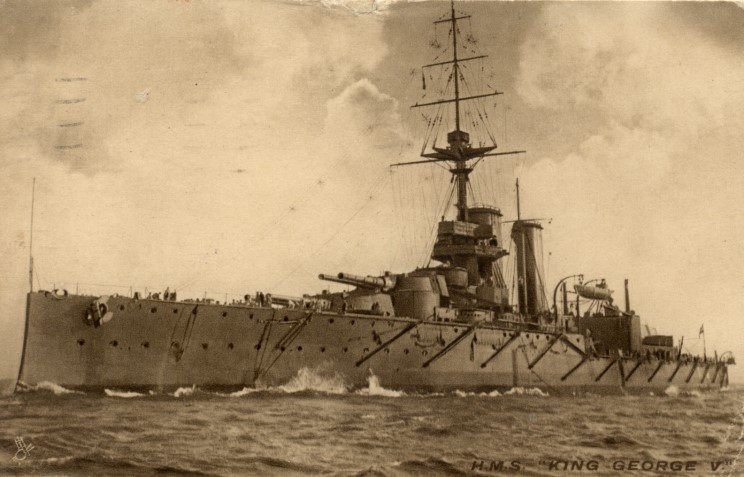
前級である「キング・ジョージ5世」。

本級はキング・ジョージ5世級の改良型として1911年度海軍計画において4隻が建造されたクラスである。兵装面において、これまで副砲に用いられていた10.2cm速射砲は同世代の列強の主力艦に比べて、ドイツ海軍が15cm、フランス海軍も13.9cm、アメリカ海軍の12.7cmに比べても小口径で威力不足が運用側から指摘されていたが、海軍卿であったジョン・アーバスノット・フィッシャーが単一砲論者であったために、超弩級戦艦の時代にあっても口径の強化が禁止されていた。
だが1910年にフィッシャーが海軍卿を辞任したおかげで、ようやく威力不足が指摘されていた副砲に軽巡洋艦の主砲クラスの15.2cm速射砲を採用できた。しかし、前級の副砲配置のままだと3番主砲塔からの爆風をまともに受ける被害が挙げられていたため、本級においては1番主砲塔の側面から前部マストの側面に舷側ケースメイト配置したが、今度は艦首からの波浪をまともにうけて外洋での戦闘に支障が出た。副砲の大型化に関しては、2,000トンの排水量増加につながり、代償として甲板防御が薄くなっただけで戦闘には役立たなかったとする意見もある。そうした意見によれば、艦側面の穴は波を被りやすく、舷側に開口部を持つ貧弱な装甲の経路は二次爆発につながるおそれがあり、また中口径砲は小型の護衛艦艇に搭載した方が安価で効果的であった、ということになる。しかし、年々大型化の一途をたどる駆逐艦への対抗は102mm砲では力不足になってきており、フランス海軍のように早期から13.9cm砲を装備した例やドイツ海軍のように15cm砲クラスの口径が必要になることは自明の理であった。また、軽巡洋艦不在の時には戦艦単体で敵水雷戦隊を撃退しうる火力は必要であった。
防御面においては、防御装甲の厚みを前級のそのままに効果範囲を拡大したが、水線下の装甲は水雷隔壁と石炭庫でカバーした物であった｡

## 艦形

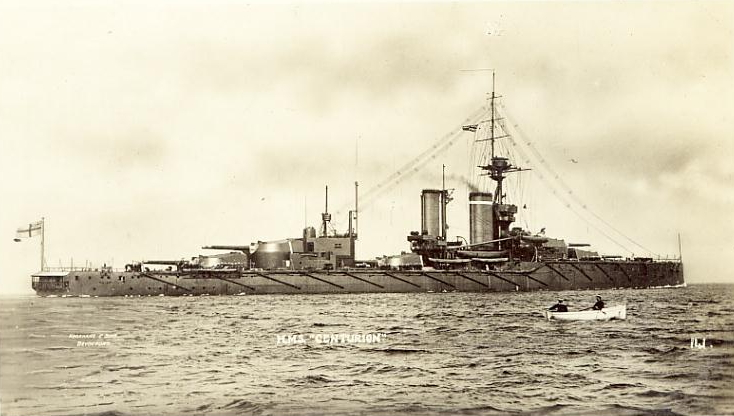
1914年に撮られた「センチュリオン」の写真。

本艦の船体形状は船体中央部までを占める高い乾舷を持つ長船首楼型船体であり、外洋での凌波性は良好であった。艦首形状はこの頃のイギリス式設計の特徴である艦首浮力を稼ぐために水線下部は前方向にせり出した形状となっていた。傾斜のまったくない艦首甲板に前向きに連装タイプの1番・2番主砲塔2基を配置、2番砲塔基部から甲板一段分上がって上方から見て菱形の上部構造物が始まり、司令塔と三角柱型の船橋を持つ箱型の艦橋構造を基部として頂上部に見張り所と射撃方位盤室を乗せた三脚型の前部マストが立ち、前級と同じく主脚と副脚の間隔は狭かった。
その背後には間隔の狭い2本煙突が立つ。煙突の周りは三角形上の艦載艇置き場となっており、煙突の間に設置されたジブ・クレーン1基により運用された。2番煙突の基部で船首楼甲板が終了し、そこから甲板一段分下がった中央部甲板上に3番主砲塔が後ろ向きに1基が配置された。後部甲板上に八角柱状の上部構造物が設けられ7.6cm高角砲が単装砲架で並列2基を配置していた。その背後に4番・5番主砲塔が背負い式配置で後ろ向きに2基が配置された。

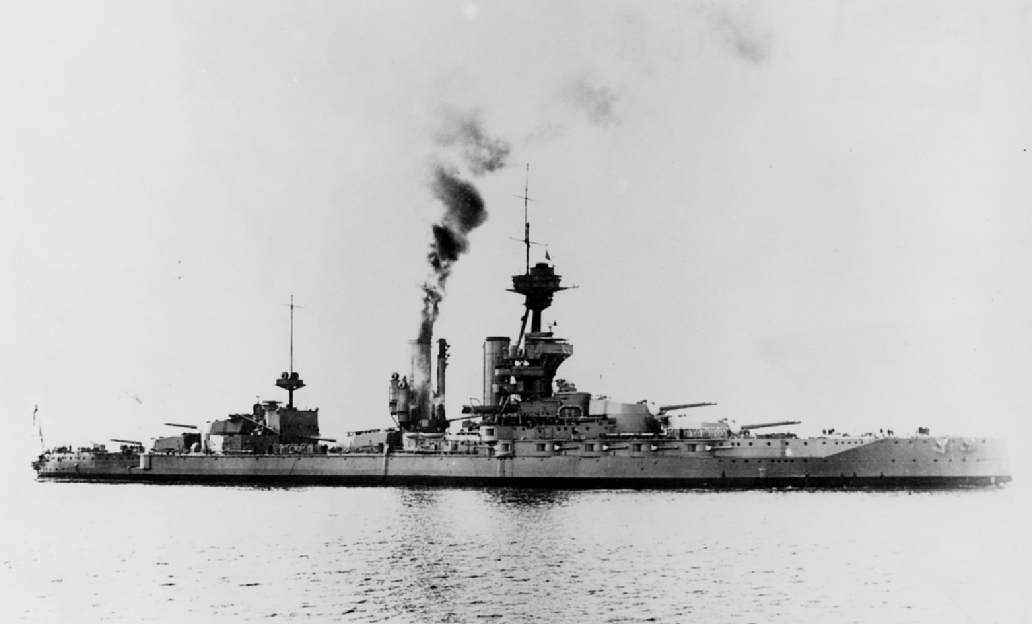
就役後に撮られた「マールバラ」。5番主砲塔の側面の副砲の砲門は閉塞され、上部構造物の三脚マストの基部に移設されていた。

副砲の15.2cm速射砲は船首楼の側面部の1番主砲塔の側面から1番煙突の側面にかけて5基が配置され、5番主砲塔の側面に1基ずつの片舷6基で計12基を配置していた。運用面において艦首側の5基は高所にあり波浪の影響を受けにくかったが、艦尾側の2基は位置が低かったために波浪の影響を受ける問題があった。これは、近接する敵駆逐艦の艦影が水平線上に浮かんで見えるだろうという、斬新ではあるが誤った確信に基づいて装備されたもので、結局1915年から1916年にかけて後部ケースメイト配置は閉塞され、その分の15.2cm速射砲2門は1915年から1916年にかけて上部構造物の最後部に配置換えする必要があった。
就役後の第一次大戦中にマスト長が短縮されると共に艦橋構造が多層化され、2番煙突の中部に探照灯台が設けられ、探照灯が並列配置で2基配置された。また、アンテナ線の展開のために後部マストが新設され、後部構造物上に副砲測的所と測距儀が新設された。1918年に2番・4番主砲塔に陸上機の滑走用のプラットフォームが設置され、陸上機1機が搭載された。
本級はロンドン軍縮条約により戦艦から除籍され3隻が解体処分されたが、ネームシップの「アイアン・デューク」のみは練習艦としての保有が認められ、砲術練習艦として使用すべく装甲の撤去、速力を制限すべく一部ボイラーの撤去、そして主砲門数を6門とする規約のために2番・5番主砲塔が撤去された。この時に、後部甲板上に12cm（45口径）高角砲を2基追加し、ボイラーは重油専焼缶に改造された。武装・装甲の削減により排水量は減少して21,250トンとなり、武装は34.3cm砲6門、15.2cm砲12門となった。練習艦時代に対空火器の実験に使用されたが、1939年に主砲・副砲を陸上の沿岸砲台に供出したため、武装は7.6cm高角砲2門と4.7cm速射砲4門となった。

## 武装

### 主砲

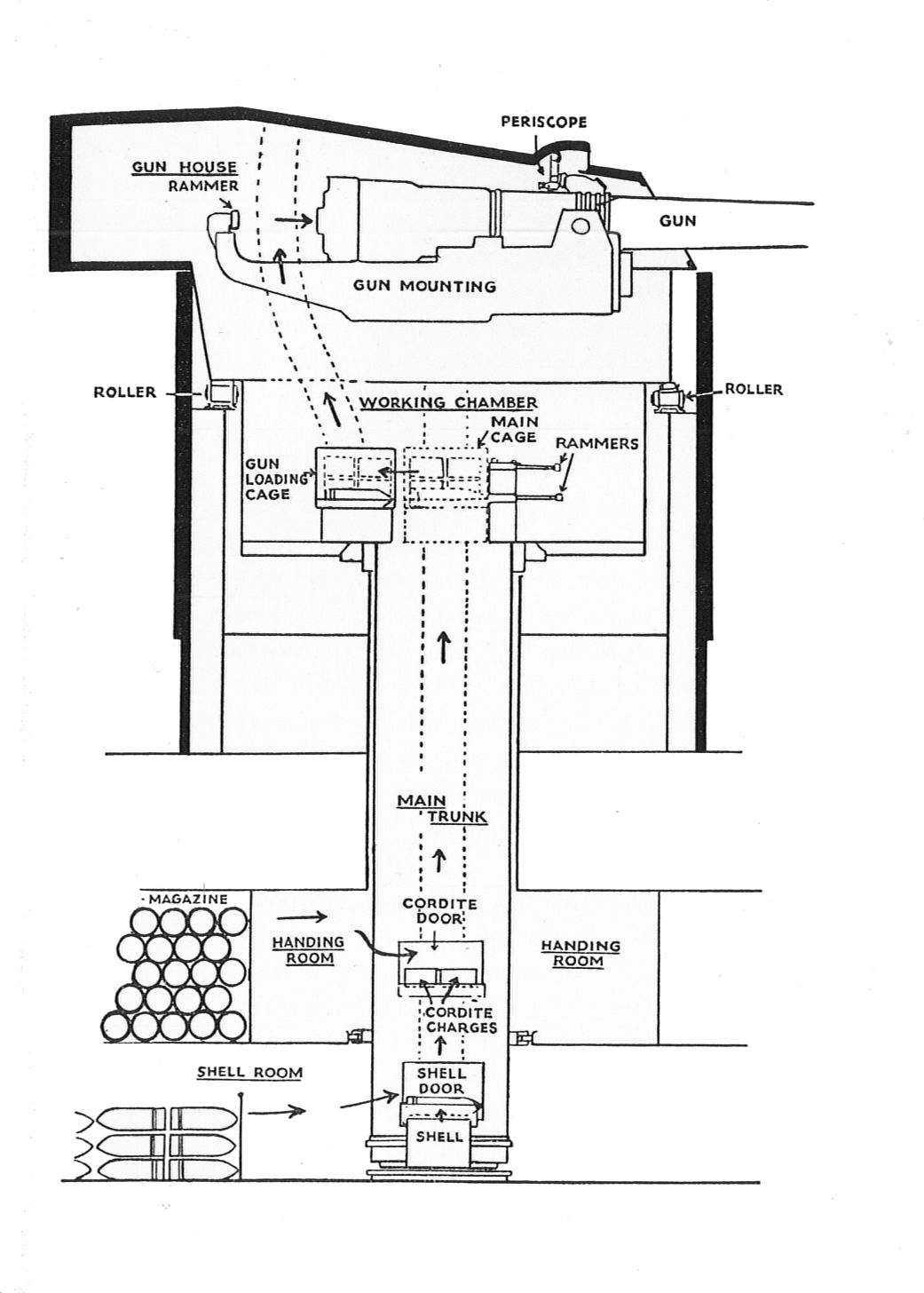
Mark V 34.3cm（45口径）砲の主砲塔の構造を示した図。

本級の主砲は、前級と同じく「1912年型 Mark V 34.3cm（45口径）砲」を採用した。この砲は砲口初速762m/s、重量635kgの砲弾を最大仰角20度で21,710mまで届かせられ、射程9,144ｍで舷側装甲318mmを貫通できる能力を持っていた。砲身の上下は仰角20度・俯角3度で、旋回角度は単体首尾線方向を0度として1番・2番・4番・5番砲塔は左右150度であったが、3番砲塔は150度の旋回角のうち後部艦橋を避けるため後方0度から左右30度の間が死角となっていた。発射速度は毎分1.5発程度であった。

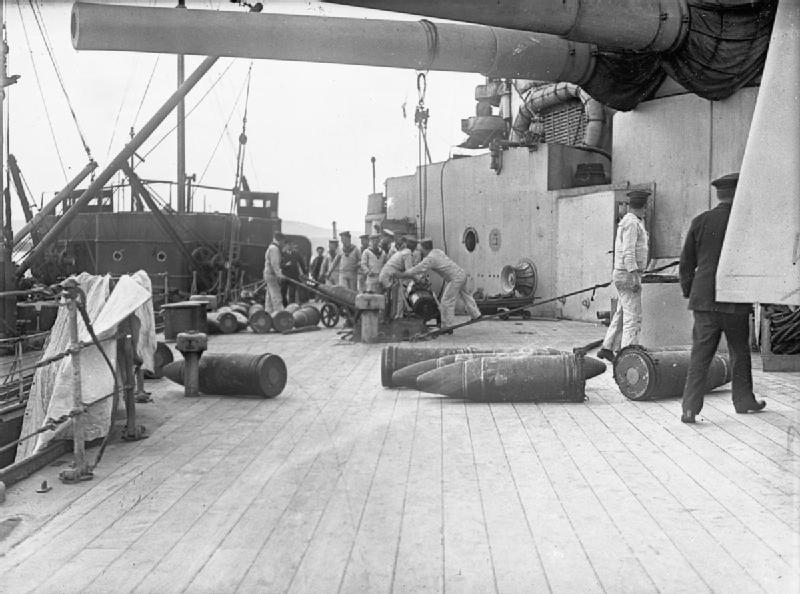
Mark V 34.3cm（45口径）砲。弾薬船から34.3cm砲弾を補給中のエンペラー・オブ・インディアの写真。

### 副砲、その他備砲、雷装
本艦の副武装は「1910年型 Mark VII 15.2cm（45口径）速射砲」を採用した。その性能は45.4kgの砲弾を、最大仰角20度で13,350mまで届かせられた。砲身の俯仰・砲塔の旋回・砲弾の揚弾・装填は主に人力を必要とした。砲身の上下角度は仰角20度・俯角7度で旋回角度は360度であった。発射速度は1分間に5～7発であった。
他に対空火器として7.6cm（45口径）高角砲を単装砲架で2基、近接火器として4.7cm（40口径）単装機砲4基を艦上に装備していた。対艦攻撃用に53.3cm魚雷発射管を水面下に、1番主砲塔の側面に1門ずつと5番主砲塔の側面に1門ずつの片舷2門の計4門を装備していた。

## 防御

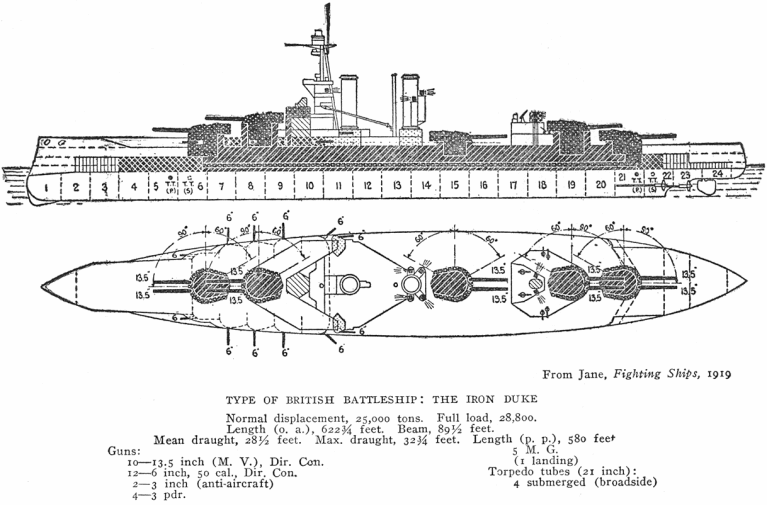
本級の武装・装甲の配置を示したイラスト。主砲・副砲の射界の制限が書かれている。

防御方式は前級に引き続き全体防御方式を採用しており、水線部に艦首から艦尾部までの舷側全体に装甲が張られた。水線中央部の1番から5番主砲塔の間が152mmから305mm、艦首・艦尾部では102mmから152mmであった。1番主砲塔と5番主砲塔の手前には横隔壁として38mmから203mmの装甲で防御していた。また、最上甲板の中央舷側部には1番主砲塔側面から5番主砲塔側面にかけて76mmから178mmの装甲が張られており、副砲ケースメイト部は重防御であった。当時の水雷防御として水線下の水密隔壁に鋼板が張られた。
主砲塔の前盾には280mm、側面から後盾にかけて203mm装甲が張られ、天蓋は前面の傾斜部は102mmで平面は76mmへとテーパーしていた。バーベット部は甲板上は254mmであったが甲板下は178mmでしかなかった。甲板部の水平防御は防御甲板は64mmで、横隔壁から先は25mmであった。司令塔は前盾から側盾は305mmで天蓋は76mmであった。
本級の防御装甲は同世代のプロヴァンス級戦艦と比較して舷側装甲や司令塔などの厚みではカタログデータ的に優秀であったが、甲板防御や主砲塔装甲やバーベットなどの防御など一見しては判らない場所では全体的に薄くなっていた。

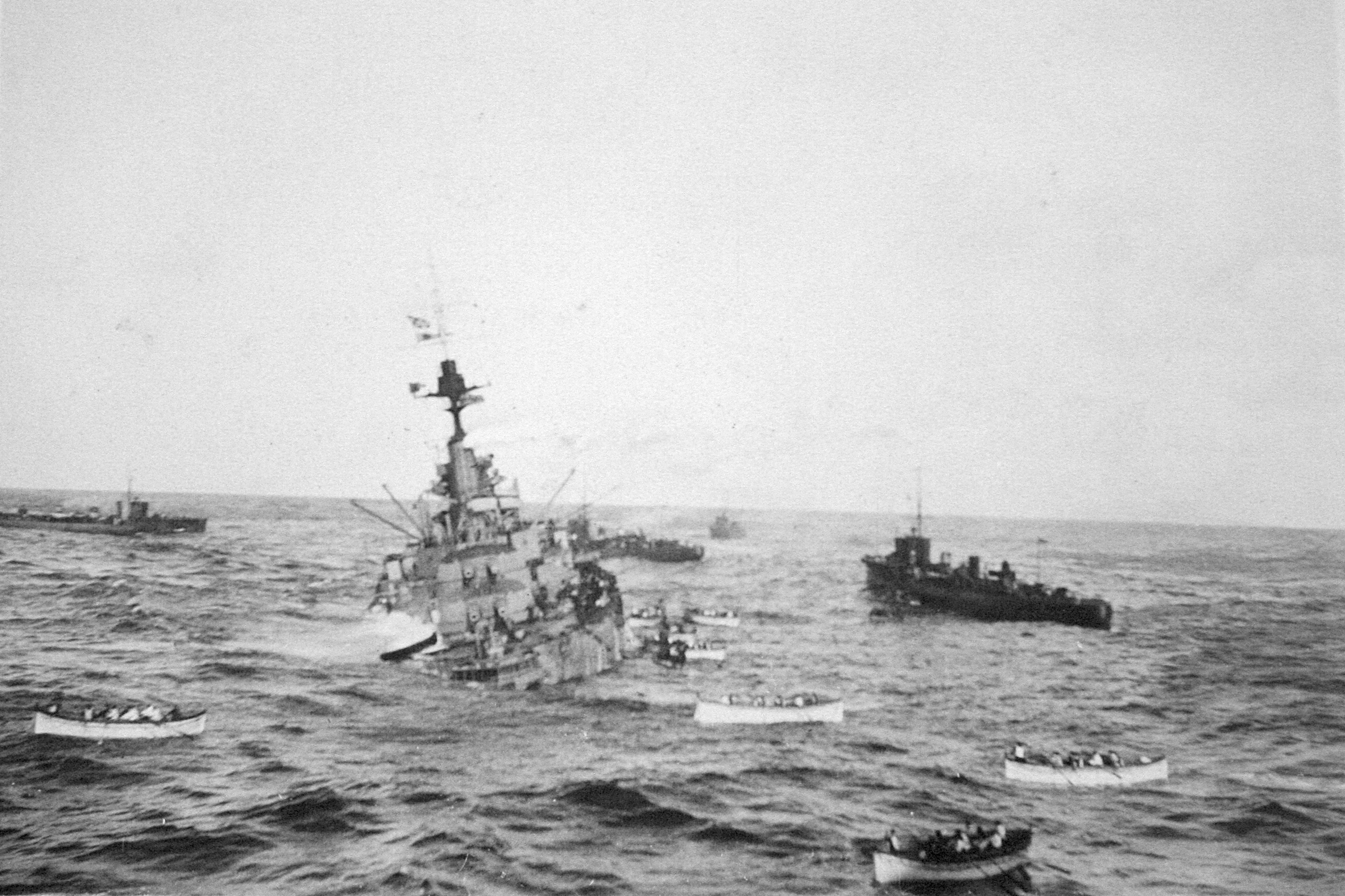
写真は本級の元になったキング・ジョージ5世級の「オーディシャス」。オーディシャスは機関室の側面にドイツ軍が敷設した機雷1発に触雷、機関停止して撃沈されてしまった。

本級の設計時には、この頃から駆逐艦や潜水艦の発達が進み、実戦において機雷や魚雷の被害を受ける事が多くなっていた。本級の水雷防御面においては水線下の防御隔壁は主砲弾薬庫と機械室の側面にしか施されておらず、それよりもスペースの大きいボイラー室の側面に防御隔壁は施されていなかった。この設計は、1916年に生起したユトランド沖海戦に参戦した本級の「マールバラ」が重要装甲区画にある右舷側のボイラー室の舷側に魚雷1本を受け、長さ21m×高さ6mの全長の9分の1に及ぶ大破口が開いて大破し、折悪しくマールバラはドイツ海軍のカイザー級戦艦と交戦中で高速航行中であったために浸水に拍車がかかり、船体が大傾斜して主砲塔が操作不能となってしまったなど、その不適切さが実戦で証明されている。
ユトランド沖海戦の戦訓により甲板防御の不足が指摘されたため、1916年後半に急きょ弾薬庫の上面に25mmから51mmの増加装甲を追加した。

## 艦歴
ベンボウ、アイアン・デュークおよびマールバラはユトランド沖海戦に参加した。エンペラー・オブ・インディアは1931年に標的艦として沈められた。ベンボウは1929年に、マールバラは1932年にスクラップとして売却された。アイアン・デュークはワシントン海軍軍縮条約の結果、砲術練習艦に転換され、1946年にスクラップとして売却された。
- アイアン・デューク

ポーツマス海軍造船所にて1912年1月12日起工、同年10月12日進水、1914年3月就役。1931年に砲術練習艦に移籍、第二次世界大戦時に主砲・副砲を沿岸砲台に供出し、1946年3月2日に除籍後、1948年に解体業者に売却処分。
- ベンボー

ベアードモア社ダミュール造船所にて1912年5月30日に起工、1913年11月12日進水、1914年10月就役。1931年3月に解体業者に売却処分。
- マールバラ

デヴォンポート造船所にて1912年1月25日起工、同年10月24日進水、1914年6月就役。1919年から1924年にかけて地中海艦隊に配属。1926年から大西洋艦隊で訓練任務に就く。1931年に除籍後、航空攻撃の標的や艦内爆発の実験に使用された後、1932年6月27日に解体業者に売却処分。
- エンペラー・オブ・インディア（旧：デリー）

ヴィッカーズ社ベロー造船所にて1912年5月31日に起工、1913年11月27日に進水、1914年11月就役。1931年7月10～11日にかけて艦砲射撃の標的にされて9月1日に沈没したが、その後に浮揚されて1932年に解体処分、

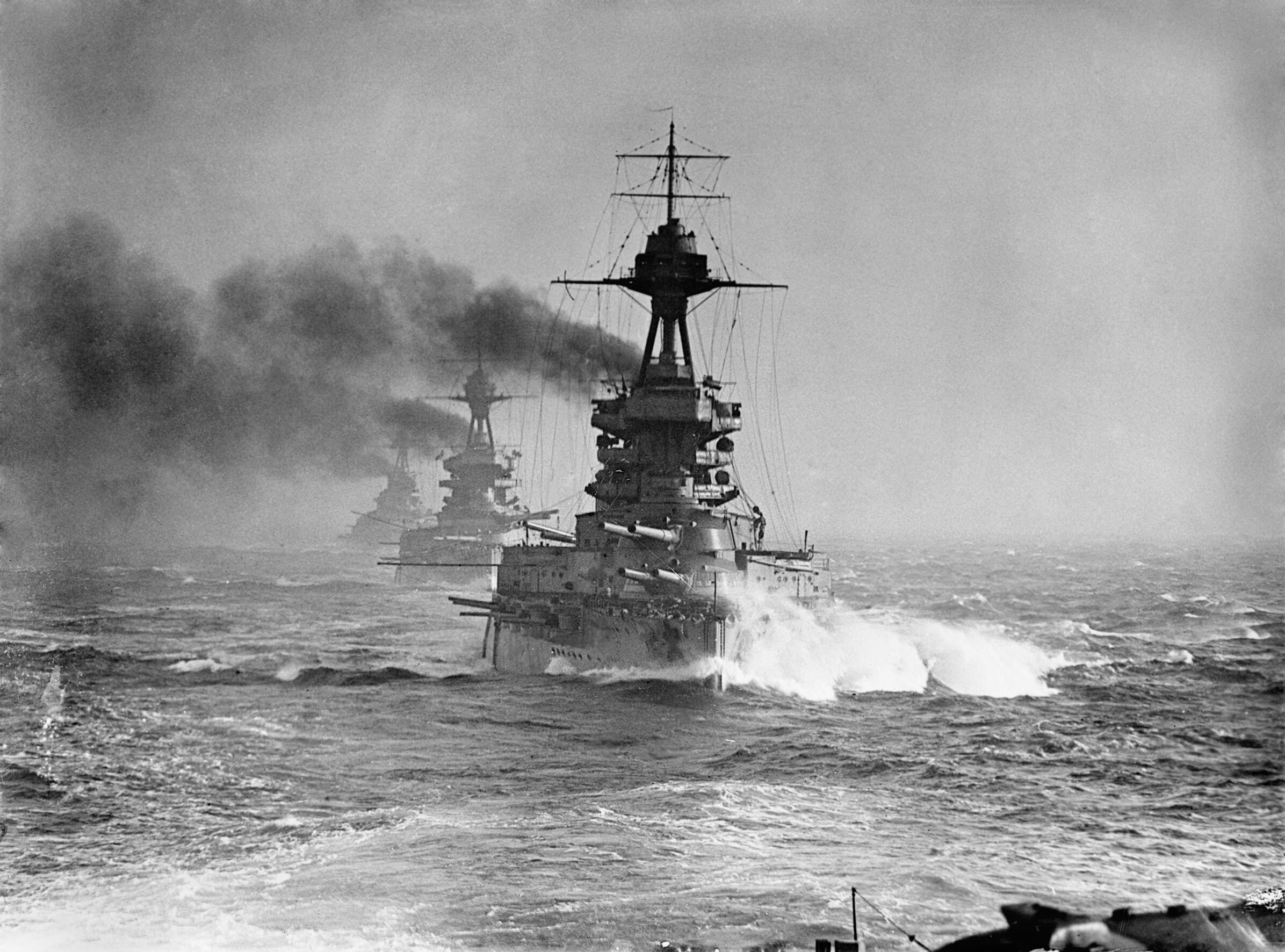
艦首から撮られたベンボウ。
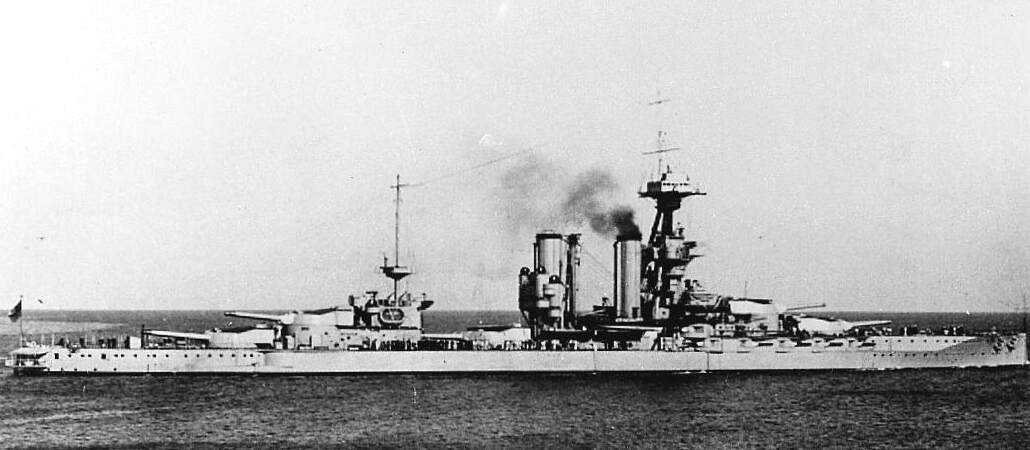
1921年に撮られたベンボウ
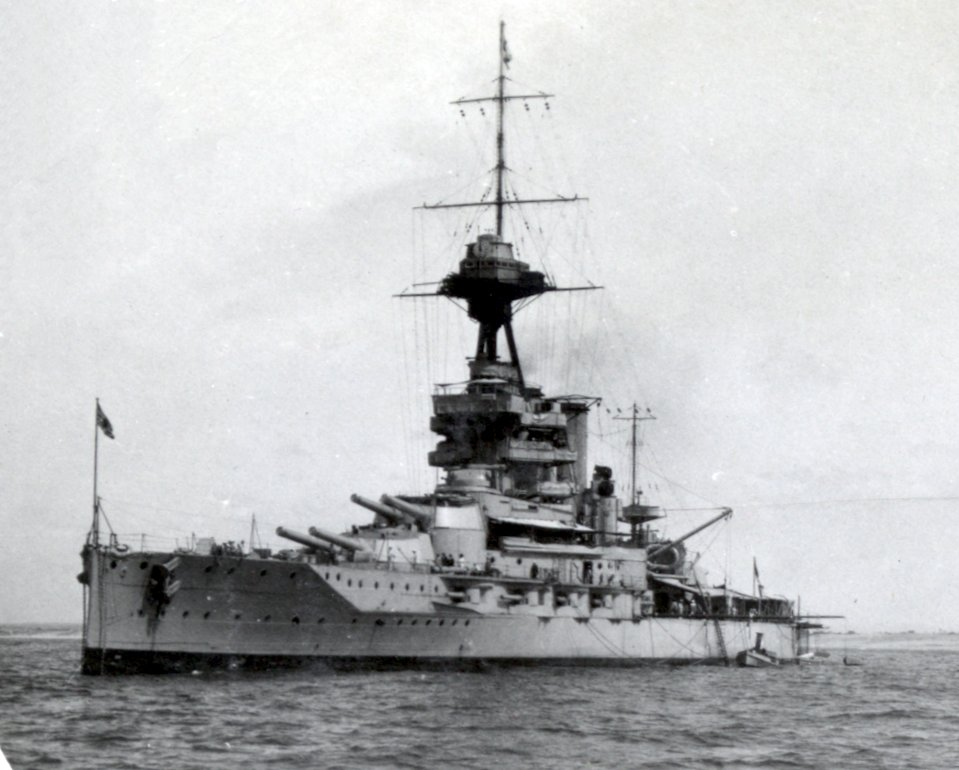
写真はエンペラー・オブ・インディア。頂上部にレンジクロックを装備している。